# 東山駅 (台南県)
東山駅（とうざんえき）は、台湾台南市東山区にあった、台湾糖業鉄道烏樹林線の駅（廃駅）である。

## 駅構造
- 単式ホーム1面1線の地上駅（廃止時）。

## 駅周辺
- 東山小学校

## 歴史
- 1944年6月16日 - 番社駅（ばんしゃえき）として開業。
- 1948年9月25日 - 第二次世界大戦後、地名の改称伴に東山駅と改められた。
- 1979年9月1日 - 烏樹林線旅客取扱廃止にともない廃駅となる。
- 2000年7月26日 - 駅舎解体。

## 現況
- 跡地は、台糖の子会社・蜜隣超市（スーパーマーケット）となった。
- 2007年、線路は保存され緑地化された。今は、烏樹林～東山復旧として観光化計画もある。[1]

## 隣の駅
台湾糖業鉄道
烏樹林線（廃線）
下寮子駅 - 東山駅